# Vull viure
Vull viure (títol original en anglès: I Want to Live!) és una pel·lícula estatunidenca de Robert Wise estrenada el 1958. Explica la història « vertadera » d'una dona, Barbara Graham, reconeguda culpable d'homicidi i que va ser executada. Interpretada per Susan Hayward, Simon Oakland, Stafford Repp i Theodore Bikel, descansa sobre articles escrits pel periodista Ed Montgomery, premiat pel premi Pulitzer, i basada en cartes escrites per la senyora Graham. Ha estat doblada al català.
En detriment de l'epíleg final d'Ed Montgomery, testificant el caràcter factual de la pel·lícula on la innocència de Graham era àmpliament afirmada, la prova de la seva complicitat en l'homicidi descansa sobre proves sòlides. Hayward ha confessat a Robert Osborne que la seva pròpia investigació l'havia portat a concloure que Graham era culpable.
La pel·lícula va aconseguir una gran reputació, fent guanyar a Hayward el seu Oscar a la millor actriu.

## Argument
Barbara Graham és acusada de l'homicidi d'una rica vídua, i davant el tribunal, no té verdaderament bones cartes a la mà. Ja ha estat condemnada per perjuri i el seu marit és un truà toxicòman amb una llarga carrera criminal; desgraciadament ell és la seva coartada: era amb ell al moment dels fets, però en ple delírium i no pot recordar res. Conscient de la situació desesperada de la dona, un investigador li proposa procurar-li per diners una coartada versemblant..., cosa que permet definir contra ella, davant el tribunal, una falsa confessió. Un reporter de causes criminals, Ed Montgomery, ha preparat l'opinió pública en el sentit que Barbara Graham troba davant seu jurats previnguts.
Només Carl Palmberg, psicòleg dels tribunals, creu en el seu innocència. Però, aïllat, no pot fer res contra la potència dels mitjans de comunicació que ja han pronunciat el seu veredicte. Barbara Graham és condemnada a mort. Només després de la sentència pot convèncer Ed Montgomery de la innocència de Barbara Graham. Montgomery, turmentat per la seva mala consciència, prova ara de convèncer l'opinió pública, però la demanda de gràcia és rebutjada i la condemna contra Barbara Graham és executada.

## Repartiment
- Susan Hayward: Barbara Graham
- Simon Oakland: Ed Montgomery
- Virginia Vincent: Peg
- Theodore Bikel: Carl Palmberg
- Vesley Lau: Henry Graham
- Philip Coolidge: Emmett Perkins
- Lou Krugman: Jack Santo
- James Philbrook: Bruce King
- Bartlett Robinson: El fiscal
- John Marley: El pare Devers
- Raymond Bailey: El director de Sant Quintí

## Al voltant de la pel·lícula
- La pel·lícula va ser produïda per Figaro Inc., la productora que Joseph L. Mankiewicz va fundar el 1953; és l'única pel·lícula de la companyia que va tenir èxit, tant de crítica com comercial.[2]

## Premis i nominacions

### Premis
- 1959. Oscar a la millor actriu per Susan Hayward
- 1959. Premi David di Donatello per Susan Hayward
- 1959. Globus d'Or a la millor actriu dramàtica per Susan Hayward
- 1960. Millor actriu estrangera per Susan Hayward als premis Sant Jordi

### Nominacions
- 1959. Oscar al millor director per Robert Wise
- 1959. Oscar a la millor fotografia per Lionel Lindon
- 1959. Oscar al millor guió adaptat per Nelson Gidding i Don Mankiewicz
- 1959. Oscar al millor muntatge per William Hornbeck
- 1959. Oscar al millor so per Gordon Sawyer
- 1959. Globus d'Or al millor director per Robert Wise
- 1959. Globus d'Or a la millor pel·lícula dramàtica
- 1959. Grammy al millor àlbum de banda sonora per Johnny Mandel
- 1960. BAFTA a la millor actriu per Susan Hayward (1960)